# Katedra Świętych Apostołów Piotra i Pawła w Saratowie
Katedra Świętych Apostołów Piotra i Pawła w Saratowie (ros. Собор Святых апостолов Петра и Павла) – katedra rzymskokatolicka w Saratowie, w Rosji, główna świątynia diecezji św. Klemensa w Saratowie. Jest to nowoczesna świątynia wybudowana w latach 1995–2000.